# Franciszek Bajorek
Franciszek Bajorek (ur. 23 września 1908 w Karwinie, zm. 23 listopada 1987) – polski prawnik i działacz społeczny w Czechosłowacji, poseł na Sejm Śląski (1938–1939).

## Życiorys
W 1926 ukończył Polskie Gimnazjum im. Juliusza Słowackiego w Orłowej, później studiował prawo na Uniwersytecie w Brnie, gdzie uzyskał dyplom doktora praw w 1932 r. Był działaczem Związku Polaków w Czechosłowacji, aktywnym w polskim ruchu śpiewaczym; pełnił funkcję prezesa Związku Polskich Chórów w Czechosłowacji, wchodził w skład zarządu głównego Związku Śląskich Kół Śpiewaczych. W 1938 prezydent Mościcki mianował go jednym z czterech posłów do Sejmu Śląskiego reprezentujących zachodnią część Śląska Cieszyńskiego. W Sejmie pełnił obowiązki przewodniczącego Komisji Pracy i Opieki Społecznej. Po 1945 przebywał w Wielkiej Brytanii, gdzie założył i kierował Kołem Ślązaków Cieszyńskich. Był członkiem Związku Polskich Ziem Zachodnich i redaktorem "Przeglądu Zachodniego". Pochowany jest na cmentarzu Greenford w Londynie.
Odznaczony Krzyżem Kawalerskim Orderu Odrodzenia Polski (1938).